# Нго Бао Тяу
Нго Бао Тяу (вьет. Ngô Bảo Châu; род. 28 июня 1972, Ханой, Северный Вьетнам) — вьетнамский математик (имеет двойное гражданство Вьетнама и Франции). Наиболее известен своим доказательством так называемой фундаментальной леммы в программе Ленглендса.
Иностранный член Французской академии наук (2015).

## Биография
Нго — сын профессора физики Вьетнамского института механики. Первый вьетнамец — победитель двух Международных математических олимпиад 1988 и 1989 годах (первую из них закончил со стопроцентным результатом — 42 балла из 42 возможных).
После окончания специализированных математических классов при Ханойском университете рассчитывал получить высшее образование в Будапеште, но после смены режима постсоциалистическое венгерское правительство прекратило принимать вьетнамских студентов. В итоге окончил Высшую нормальную школу в Париже. Работает в Институте перспективных исследований в Принстоне, Нью-Джерси.

## Признание
В число наград входят:
- Премия Математического института Клэя, 2004
- Обервольфахская премия, 2007
- Филдсовская премия, 2010
- Чернский приглашенный профессор, 2014.